# Johannes Schröder (Komiker)
Johannes Schröder (* 1974 in Berlin-Charlottenburg) ist ein deutscher Comedian, Kabarettist und ehemaliger Gymnasiallehrer, der unter dem Künstlernamen „Herr Schröder“ auftritt. In seinem Programm berichtet er humoristisch über den Alltag an einer Schule aus der Sicht eines Lehrers.

## Leben und Karriere
Schröder absolvierte 1993 das Abitur am Herder-Gymnasium in Berlin und studierte in Freiburg im Breisgau für das Lehramt für Deutsch und Englisch. Er verbrachte zunächst ein Jahr mit Work & Travel in Spanien und trat dann 2004 seinen Dienst als Lehrer am Oken-Gymnasium in Offenburg an. Während seiner Dienstzeit leitete er eine Theater-AG in der Schule. Hierbei führte er Regie in 16 Stücken und absolvierte berufsbegleitend eine theaterpädagogische Grundausbildung.
Im Jahr 2014 zog er nach Toronto in Kanada, wo er ein Sabbatical mit dem Ziel anfing, sein eigenes Comedy- und Bühnenprojekt umzusetzen. Dort schaute er sich viel von Comedy-Clubs ab und entdeckte seine Leidenschaft als Comedian. Als er wieder nach Berlin zurückkam, wurde er auch in Deutschland als Comedian aktiv und gewann mehrere Preise. Im Frühjahr 2017 begann er das Comedy-Soloprogramm World of Lehrkraft – Ein Trauma geht in Erfüllung, das in Köln Premiere feierte und als Live-Tour durch Deutschland, Österreich und die Schweiz ging. Inzwischen ist er als Lehrer beurlaubt.

## Auszeichnungen
- 2015: 1. Platz im Mannheimer Comedy Cup in der Kategorie „Newcomer“
- 2016: 1. Platz im Rösrather Kabarett-Festival
- 2016: 1. Platz im Quatsch Comedy Club Talentschmiede
- 2016: 1. Platz in Thron der Nachtrevue, Kelkheimer Comedy-Preis 2016
- 2016: 1. Platz im Stuttgarter Comedy Clash
- 2017: 1. Platz Siegtaler Wackes
- 2017: 1. Platz im NDR Comedy Contest
- 2018: 2. Platz im Stuttgarter Besen (Silberner Besen)
- 2018: Publikumspreis des Prix Pantheon

## Rezeption
Der deutsche Moderator und Gründer des Quatsch Comedy Club, Thomas Hermanns, sagt über Schröder:

„Herr Schröder hat es geschafft, aus der eher klassischen Figur eines Lehrers etwas wildes Neues herauszuholen. Er ist der wildgewordene Bad Teacher, der alle ehemaligen Schüler on stage zur Rache aufruft. Und wer möchte sich nicht an seinen Lehrern rächen … insofern winkt ihm ein großes Publikum.“

Der Wahl seines Berufs steht Schröder ambivalent gegenüber. Laut eigener Angaben hat er viel Freude mit den Schülern gehabt, aber die vielen Konferenzen im Zuge der Umstellung auf Ganztagsschule und G8 haben auch für Bauchschmerzen gesorgt. Er bezeichnet sich daher öfter selbstironisch als „Beamter mit Frustrationshintergrund“ und berichtet über sein „Leben am Korrekturrand der Gesellschaft“. Die Welt lobt seinen „souverän[en]“ Quereinstieg und beschreibt das Programm als auf „lässige und zugleich kontrollierte Weise virtuos und … eigenständig“. So präzise und sicher in dieser Rolle könne nur jemand sein, der mehrere Jahre als Lehrer gearbeitet habe.

## Veröffentlichungen
- Herr Schröder, Simon Slomma: World of Lehrkraft: Ein Pädagoge packt aus. Ullstein, 2019, ISBN 978-3-548-06094-1.
- Herr Schröder, Simon Slomma: Instagrammatik: Das streamende Klassenzimmer. Ullstein, 2021, ISBN 978-3-548-06497-0.